# Bouzoulouk (Samara)
Pour les articles homonymes, voir Bouzoulouk (homonymie).
La rivière Bouzoulouk (en russe : Бузулук) est une rivière de Russie et un affluent de la Samara, dans le bassin hydrographique de la Volga.

## Géographie
Le Bouzoulouk coule au sud-ouest du massif de l'Oural, dans l'oblast d'Orenbourg. Elle a une longueur de 248 km. Son bassin hydrographique a une superficie de 4 460 km2.

## Toponyme
La rivière Bouzoulouk arrose la ville de Bouzoulouk.

## Source
- (ru) Grande Encyclopédie soviétique